# 2012年阿薩姆暴力
2012年阿萨姆暴力事件是指2012年7月19日开始在印度阿萨姆邦Kokrajhar区、Chirang区、Baksa区和Dhubri区发生的种族冲突。这些暴力事件涉及博多人和穆斯林社区，导致了广泛的骚乱和破坏。

## 背景
2012年7月6日，两名穆斯林学生在Kokrajhar区被不明身份的枪手杀害，随后又发生了一系列针对博多人和穆斯林的报复性袭击。此后，暴力迅速升级为大规模骚乱。7月20日，四名博多学生联盟（ABSU）成员在Gossaigaon被枪杀，紧张局势进一步升级。

## 暴力事件
骚乱导致大量人员伤亡和财产损失。据报道，截至2012年8月，暴力事件已造成77人死亡，超过400,000人被迫离开家园。大量房屋被毁，受影响地区的居民被迫在临时救济营中生活。

## 政府反应
印度政府派遣军队和准军事部队恢复秩序，并在受影响地区实施宵禁。尽管采取了这些措施，局势在几个星期内仍然紧张。

## 事后情况
暴力事件对阿萨姆邦的社会和经济产生了深远影响。成千上万的流离失所者依赖政府和非政府组织提供的救济。人们普遍认为，这些冲突暴露了地区内部的长期紧张关系和经济不平等问题。